# 仰光教育大學

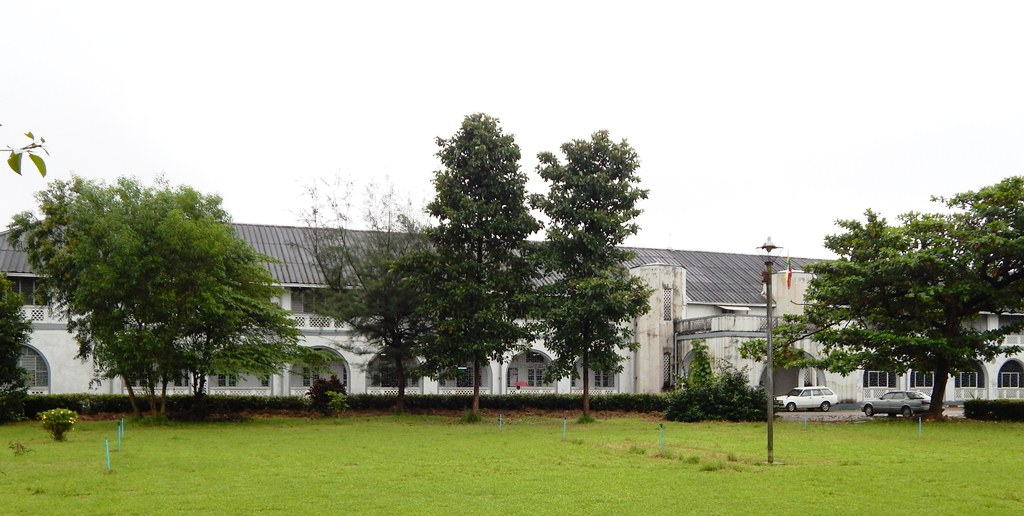
仰光教育大學

仰光教育大学（原名仰光教育学院；[jàɰ̃ɡòʊɰ̃ pjɪ̀ɰ̃ɲàjé tɛʔkəθò]；简称YUOE）是位于緬甸仰光甘馬育鎮區的一所师范大學，仰光教育大學为師範生提供教育学学士、硕士和博士学位以及相關課程。這些師範生從仰光教育大學畢業後極有可能成為緬甸全国未来的小学、中学和大学教师。

## 历史
仰光教育大學歷史可以追溯至1924年成立的仰光大学教育系，1931年，仰光大学教育系成为一个学院，但依舊隸屬於仰光大学。1964年，學校成为一個独立学院，不再隸屬於仰光大学。